# Ценская волость
Ценская волость (латыш. Cenu pagasts) — одна из семнадцати территориальных единиц Елгавского края Латвии. Граничит с Озолниекской, Салгальской, Валгундской и Яунсвирлаукской волостями своего края и с городом Елгава.
Волостной центр находится в посёлке Бранкас.

## История
Предшественником Ценской волости был Ценский сельсовет, входивший в 1945 году в состав Озолниекской волости. В 1954 году к Ценскому сельсовету были присоединены Тетельский и Аннский сельсоветы. В 1964 году — территория колкоза «Мичуринец» Далбского сельсовета. В 1974 году часть территории колхоза «Друва» была присоединена к Сидрабенскому сельсовету.
В 1990 году Ценский сельсовет был реорганизован в волость. В 2003 году Ценская и Озолниекская волости составили новообразованный Озолниекский край.
В 2021 году в результате новой административно-территориальной реформы Озолниекский край был упразднён, Ценская волость была включена в Елгавский край.